# 2021年纳拉扬甘杰工厂火灾
2021年7月9日，孟加拉国纳拉扬甘杰县工業城鎮魯普甘傑的一家6層高的饮料和食品工厂發生火災，造成至少52人死亡，另有20人受伤。工厂中大部分是10至20岁的童工。

## 事件
大火因焊接引起，由於當時廠內還囤有大量包裝材料等易燃物，火勢迅速蔓延。被困在火場的許多人試圖從6層高的樓頂跳下逃生，造成3人死亡，多人重傷。來自達卡和周邊地區消防隊的滅火行動持續了一天多，直到當地時間9日晚上10時火勢才被完全控制。達卡消防和民防局副局長巴爾丹表示，現場的工作重點自10日下午開始已正式從滅火轉向搜救倖存者。孟加拉國警方表示，該工廠沒有合格的消防安全設施，整棟3250平方米的建築僅有兩個緊急出口。火災發生時，進出工廠的前門處於上鎖狀態，四樓的大門也被鎖上。消防員在四樓就發現49具燒焦的遇難者遺體。

## 後續
10日，涉事企業所屬集團的董事長阿布勒·哈西姆等8人被警方拘留。納拉揚甘傑地區行政長官穆斯塔因·比拉表示，將向遇難者家屬發放2.5萬塔卡的賠償，傷者則可獲得1萬塔卡。